# 313
313 (CCCXIII) je bilo navadno leto, ki se je po julijanskem koledarju začelo na četrtek.

## Dogodki
- 13. junij: Cesarja Konstantin in Licinij, sovladarja Rimskega cesarstva, izdata Milanski edikt o verski svobodi.